# 저녁이 있는 라디오
장은영의 저녁이 있는 라디오는 TBN 대전교통방송(대전·세종·충청 FM 102.9MHz, 서산 FM 103.9MHz)에서 평일 밤 8시부터 9시 55분까지 방송 되는 라디오 교양, 오락, 음악, 생활정보, 교통정보 프로그램이다.

## 코너소개

### 매일코너
- 교통안전 희망 에세이 - 교통사고 없는 안전한 하루의 희망을 소망합니다.
- 저녁의 플레이리스트 - 사진첩에 담긴 추억을 노래로 회상하는 시간, 우리의 추억감상실
- 내일 스포일러 - 내일에 대한 소소한 팁을 드리는 시간.(날씨,교통, 유가, 지역소식, 스포츠 등)

### 월요일
- 저녁엔 힐링 : 힘든 한주의 시작 마음을 위로해봅니다

### 화요일
- 라떼 음악다방 : 오랜 역사와 전통으로 우리의 사랑을 받아온 옛 추억의 노래 감상

### 수요일
- 함께 걸어요, 우리 생태 이야기 : 걷기 좋은 도시 대전 이야기

### 목요일
- 오디오 명화극장 : 영화에 관심은 많은데, 시간도, 돈도 없는 분들과 함께 합니다

### 금요일
- 텐션 UP! Live : 한주의 피로를 즐거운 라이브로 풀어봅시다